# Gabriel Attal
Gabriel Nissim Attal (Clamart, 16 de março de 1989) é um político francês, foi primeiro-ministro de seu país de 9 de janeiro de 2024 a 5 de setembro de 2024. Filiado ao Partido Renascimento, rapidamente subiu na hierarquia política após sua eleição para a Assembleia Nacional em junho de 2017. Ele se tornou o Ministro Júnior do Ministro da Educação Nacional e Juventude em 2018, o que o tornou a pessoa mais jovem a servir no Governo da França, o Porta-voz do Governo em 2020, o Ministro da Ação Pública e Contas em 2022 e o Ministro da Educação Nacional e Juventude em 2023.
Em junho de 2024, Macron dissolveu a Assembleia Nacional e convocou uma eleição antecipada após a derrota sofrida por sua aliança política na eleição do Parlamento Europeu de 2024. Attal liderou a coalizão governante Ensemble na eleição legislativa de 2024, que resultou em outro parlamento suspenso e derrota eleitoral para o governo. Em 7 de julho de 2024, logo após a divulgação das pesquisas de boca de urna, ele anunciou que ofereceria sua renúncia como primeiro-ministro. Macron aceitou a renúncia de Attal em 16 de julho de 2024, com o entendimento de que ele permaneceria como chefe de governo interino até que um novo governo fosse formado em 5 de setembro de 2024.

## Origem e educação
Nascido de um pai advogado e produtor de cinema e de uma mãe empregada numa sociedade de produção, foi criado em Paris. Estudou na célebre École Alsacienne e posteriormente em Sciences Po, onde militou no Partido socialista. Também cursou Direito na Universidade de Panthéon-Assas. Embora batizado como membro da Igreja Ortodoxa Russa, Attal se considera ateu. Por causa da ascendência judaica de seu pai, Attal disse que foi afetado pelo antissemitismo ao longo de sua vida. Durante seus tempos de escola, ele também foi exposto à hostilidade homofóbica.  Attal viveu em parceria civil registrada (PACS) com o político Stéphane Séjourné de 2017 a 2022.
Estudou Direito na Universidade Panthéon-Assas durante três anos sem obter o diploma de Direito

## Carreira política
Inicialmente membro do Partido socialista francês, foi eleito vereador de Vanves em 2014, tendo sido membro do gabinete da Ministra da Previdência de 2012 a 2017. Em 2017, foi eleito deputado com o partido Em Marche!, do qual foi porta-voz em 2018 e membro do comité executivo desde julho de 2021.
Em 16 de outubro de 2018 foi nomeado secretário de Estado no Ministério de Educação e Juventude do governo de Édouard Philippe, se tornando o membro mais jovem de um governo na Vª República francesa. Também foi porta-voz do Governo de Jean Castex de 2020 a 2022. Em 20 de maio de 2022 foi nomeado Ministro das Contas Públicas no governo de Élisabeth Borne, durante o segundo mandato do Presidente Macron. Em junho de 2022 foi reeleito deputado.
Em 20 de julho de 2023 foi nomeado Ministro de Educação Nacional e Juventude.
Permaneceu no cargo até o dia 9 de janeiro de 2024, quando foi nomeado premiê, no lugar de Élisabeth Borne. Aos 34 anos, tornou-se a pessoa mais jovem a liderar um governo durante a Quinta República, superando Laurent Fabius, que havia sido nomeado em 1984 aos 37 anos.
Após as eleições gerais de 2024 na França, Attal apresentou sua renúncia ao cargo de primeiro-ministro. Isto foi inicialmente rejeitado pelo Presidente Macron. Em 16 de julho de 2024 Attal apresentou novamente sua renúncia, desta vez aceita pelo presidente Macron. Attal e os membros do atual governo permanecem governando de modo interino até à nomeação de um novo Governo.